# 萬興 (雲林縣)
萬興，是臺灣雲林縣水林鄉的一個傳統地域名稱，位於該鄉中部偏西北。相較於今日行政區，其範圍大致包括萬興村南大半部、灣東村西南端、水北村西部、尖山村北部、大溝村東北端、灣西村西南端。

## 歷史
臺灣清治末期至日治初期，萬興地區為一（舊制）街庄，稱為「萬興庄」，隸屬於尖山堡。該庄北與牛挑灣庄為鄰，東北與春牛埔庄為鄰，東邊及南邊最東段為水燦林庄，南邊中、西大段為尖山庄，西邊為大溝庄、謝厝藔庄。
1901年（日治明治三十四年）11月，全臺廢縣廳改設二十廳，該庄隸屬於斗六廳。1903年（明治三十六年）6月，該庄編入「牛挑灣區」，隸屬於斗六廳。1909年（明治四十二年）10月，合併二十廳為十二廳，牛挑灣區改隸屬於嘉義廳。1920年（大正九年），全臺地方制度大改正，廢十二廳改設五州二廳，該庄改制為「萬興」大字，隸屬於臺南州北港郡水林庄（新制街庄）。
戰後水林庄改制為水林鄉，隸屬於臺南縣，大字亦改制為村。1950年10月，雲、嘉、南分治，水林鄉改隸屬雲林縣。

## 聚落
本地區發展較早的聚落有萬興、後湖等，在日治期初期的官方地圖上已有記載。

## 交通
縣道164號是金湖至民雄的道路，經過本地區北部邊界地帶。由該道路向西微北可前往口湖鄉，並止於該鄉西部的省道台17線、台61線共線路口（金湖聚落東側）；向東微南可前往水林鄉市區、北港鎮、六腳鄉東北端、新港鄉、民雄鄉，並止於縣道162乙線轉角路口。
鄉道雲151線是蘇秦寮至蕃薯厝的道路，經過本地區的萬興聚落。由該道路向西北轉北可前往牛挑灣、車巷口，並止於該地區東部蘇秦寮聚落西側的鄉道雲165線路口；向南南西可前往尖山、蕃薯厝，並止於鄉道雲155線路口。
鄉道雲152線是萬興至水林的道路，其西側端點（起點）位於萬興聚落的鄉道雲151線轉角路口。由此向東北轉繞大彎轉南南東再轉東南，可前往水林並止於縣道164號路口。
鄉道雲153線是牛挑灣至埔仔的道路，經過本地區東部。由該道路向北可前往牛挑灣，並止於縣道155號路口；向南可前往水林、後寮地區西部、蕃薯厝地區東部、頂蔦松，並止於鄉道雲155線路口（埔仔聚落東北郊，蔦松聚落北郊，距蔦松聚落較近）。